# Отель (фильм, 2001)
«Оте́ль» (англ. Hotel) — фильм британского режиссёра Майка Фиггиса. Кинолента, снятая в жанре экспериментального триллера, вышла на экраны в 2001 году.

Мастерски закрученный фильм... с вампирами, каннибалами и доброй порцией извращённого секса.— «The Times»

## Сюжет
Интернациональная съёмочная группа работает в Венеции над созданием киноверсии трагедии Джона Уэбстера «Герцогиня Мальфи». Кинематографисты разместились в гостинице под названием «Венгрия», в подвале которого орудует шайка каннибалов.

## В ролях
| Актёр            | Роль                    |
| ---------------- | ----------------------- |
| Саффрон Берроуз  | Герцогиня Мальфи        |
| Валентина Черви  | горничная               |
| Джордж ДиЧенцо   | Борис                   |
| Сальма Хайек     | Чарли Бу                |
| Кьяра Мастроянни | медсестра               |
| Джон Малкович    | Омар Джонсон            |
| Люси Лью         | Кавика                  |
| Джейсон Айзекс   | австралийский актёр     |
| Рис Иванс        | Трент Стокен            |
| Дэнни Хьюстон    | управляющий в гостинице |
| Дэвид Швиммер    | Джонатан Дандерфайн     |